# Никола Срећковић
Никола Срећковић (Ваљево, 26. априла 1996) српски је фудбалер који тренутно наступа за Борац из Бање Луке.

## Каријера
Срећковић је у сезони 2014/15. наступао у Омладинској лиги Србије за екипу Рада, са којом је освојио прво место на табели тог такмичења и изборио пласман у УЕФА Лигу младих. Након тога је приступио у Вождовцу где је дебитовао у сениорској конкуренцији, а у наредних неколико сезона афирмисао се као један од носилаца игре. У завршници летњег прелазног рока 2018. године прешао је у редове Војводине, док је у супротном смеру у Вождовац отишао Лазар Зличић. После једне сезоне Срећковић се нашао у групи играча који су напустили новосадски клуб, те је у јулу 2019. године потписао за суботички Спартак. Након четири сезоне у Спартаку, Срећковић је у јуну 2023. потписао за пољску Вислу Плоцк. У јануару 2024. прослеђен је на позајмицу у Нови Пазар до краја сезоне. У јуну 2024. раскинуо је уговор са Вислом. Наредног месеца потписао је једногодишњи уговор са бањалучким Борцем.

## Репрезентација
Срећковић је у јуну 2017. године уврштен у састав млађе младе репрезентације Србије коју је предводио Милан Обрадовић. Наступио је на гостовању вршњацима у Израелу, као и неколико дана касније против одговарајуће селекције Грчке у Новом Саду. Под вођством истог селектора, Срећковић је наредне године био у саставу комбиноване репрезентације састављене од играча до 23 године старости, за коју је наступио против селекције Француске.

## Статистика

### Клупска
Ажурирано 5. фебруара 2022.
|                  |          |                  |     |    |    |   |   |   |   |   |     |    |  |  |
| Рад              | 2014/15. | Суперлига Србије | 0   | 0  | 0  | 0 | — | — | — | — | 0   | 0  |  |  |
|                  |          |                  |     |    |    |   |   |   |   |   |     |    |  |  |
| Вождовац         | 2015/16. | Суперлига Србије | 16  | 0  | 2  | 0 | — | — | — | — | 18  | 0  |  |  |
| Вождовац         | 2016/17. | Суперлига Србије | 18  | 1  | 3  | 1 | — | — | — | — | 21  | 2  |  |  |
| Вождовац         | 2017/18. | Суперлига Србије | 23  | 3  | 1  | 0 | — | — | — | — | 24  | 3  |  |  |
| Вождовац         | 2018/19. | Суперлига Србије | 3   | 0  | —  | — | — | — | — | — | 3   | 0  |  |  |
| Вождовац         | Укупно   | Укупно           | 60  | 4  | 6  | 1 | — | — | — | — | 66  | 5  |  |  |
|                  |          |                  |     |    |    |   |   |   |   |   |     |    |  |  |
| Војводина        | 2018/19. | Суперлига Србије | 12  | 1  | 2  | 0 | — | — | — | — | 14  | 1  |  |  |
|                  |          |                  |     |    |    |   |   |   |   |   |     |    |  |  |
| Спартак Суботица | 2019/20. | Суперлига Србије | 25  | 5  | 1  | 1 | — | — | — | — | 26  | 6  |  |  |
| Спартак Суботица | 2020/21. | Суперлига Србије | 32  | 4  | 2  | 0 | — | — | — | — | 34  | 4  |  |  |
| Спартак Суботица | 2021/22. | Суперлига Србије | 19  | 4  | 0  | 0 | — | — | — | — | 19  | 4  |  |  |
| Спартак Суботица | Укупно   | Укупно           | 76  | 13 | 3  | 1 | — | — | — | — | 79  | 14 |  |  |
|                  |          |                  |     |    |    |   |   |   |   |   |     |    |  |  |
| Каријера         | Каријера | Каријера         | 148 | 18 | 11 | 2 | — | — | — | — | 159 | 20 |  |  |
|                  |          |                  |     |    |    |   |   |   |   |   |     |    |  |  |

### Утакмице у дресу репрезентације
| Репрезентација Србије у узрасту до 20 година старости | Репрезентација Србије у узрасту до 20 година старости | Репрезентација Србије у узрасту до 20 година старости | Репрезентација Србије у узрасту до 20 година старости | Репрезентација Србије у узрасту до 20 година старости | Репрезентација Србије у узрасту до 20 година старости | Репрезентација Србије у узрасту до 20 година старости | Репрезентација Србије у узрасту до 20 година старости | Репрезентација Србије у узрасту до 20 година старости | Репрезентација Србије у узрасту до 20 година старости |
| #                                                     | Датум                                                 | Такмичење                                             | Локација                                              | Домаћин                                               | Резултат                                              | Гост                                                  | Реф.                                                  |                                                       |                                                       |
| ----------------------------------------------------- | ----------------------------------------------------- | ----------------------------------------------------- | ----------------------------------------------------- | ----------------------------------------------------- | ----------------------------------------------------- | ----------------------------------------------------- | ----------------------------------------------------- | ----------------------------------------------------- | ----------------------------------------------------- |
| 1.                                                    | 5. јун 2017.                                          | Пријатељска утакмица                                  | Лод                                                   | Израел                                                | 0 : 0                                                 | Србија                                                | [ 18 ]                                                |                                                       |                                                       |
| 2.                                                    | 9. јун 2017.                                          | Пријатељска утакмица                                  | Стадион Карађорђе, Нови Сад                           | Србија                                                | 3 : 1                                                 | Грчка                                                 | [ 19 ]                                                |                                                       |                                                       |
| 2                                                     | Укупан број утакмица и минута проведених на терену    | Укупан број утакмица и минута проведених на терену    | Укупан број утакмица и минута проведених на терену    | Укупан број утакмица и минута проведених на терену    | Укупан број утакмица и минута проведених на терену    | Укупан број утакмица и минута проведених на терену    |                                                       |                                                       |                                                       |

| Репрезентација Србије у узрасту до 23 године старости | Репрезентација Србије у узрасту до 23 године старости                    | Репрезентација Србије у узрасту до 23 године старости                    | Репрезентација Србије у узрасту до 23 године старости                    | Репрезентација Србије у узрасту до 23 године старости                    | Репрезентација Србије у узрасту до 23 године старости                    | Репрезентација Србије у узрасту до 23 године старости                    | Репрезентација Србије у узрасту до 23 године старости | Репрезентација Србије у узрасту до 23 године старости | Репрезентација Србије у узрасту до 23 године старости |
| #                                                     | Датум                                                                    | Такмичење                                                                | Локација                                                                 | Домаћин                                                                  | Резултат                                                                 | Гост                                                                     | Гол                                                   | Реф.                                                  |                                                       |
| ----------------------------------------------------- | ------------------------------------------------------------------------ | ------------------------------------------------------------------------ | ------------------------------------------------------------------------ | ------------------------------------------------------------------------ | ------------------------------------------------------------------------ | ------------------------------------------------------------------------ | ----------------------------------------------------- | ----------------------------------------------------- | ----------------------------------------------------- |
| 1.                                                    | 15. октобар 2018.                                                        | Пријатељска утакмица                                                     | Кућа фудбала, Стара Пазова                                               | Србија                                                                   | 2 : 4                                                                    | Француска                                                                |                                                       | [ 21 ]                                                |                                                       |
| 1                                                     | Укупан број утакмица, постигнутих погодака и минута проведених на терену | Укупан број утакмица, постигнутих погодака и минута проведених на терену | Укупан број утакмица, постигнутих погодака и минута проведених на терену | Укупан број утакмица, постигнутих погодака и минута проведених на терену | Укупан број утакмица, постигнутих погодака и минута проведених на терену | Укупан број утакмица, постигнутих погодака и минута проведених на терену | 0                                                     |                                                       |                                                       |

## Трофеји и награде
Рад
- Омладинска лига Србије : 2014/15.[8]